# Gerhard Prinz
Gerhard Alfred Prinz (* 5. April 1929 in Solingen; † 29. Oktober 1983 in Stuttgart) war ein deutscher Manager. Er war von 1980 bis 1983 Vorstandsvorsitzender der Daimler-Benz AG.

## Leben
Gerhard Prinz stammte aus einer Solinger Unternehmerfamilie. Nach dem Besuch der Schulen studierte er von 1949 bis 1952 in Marburg und Köln in der damals möglichen Minimalzeit von sechs Semestern Rechtswissenschaften, Betriebs- und Volkswirtschaftslehre, legte beide juristische Staatsprüfungen ab und promovierte mit einer Dissertation „Über die Begriffe der Verfassungsordnung des Bonner Grundgesetzes“ zum Dr. jur.
Anschließend war er Assistent des Geschäftsführers der Wirtschaftsvereinigung Eisen- und Stahlindustrie Düsseldorf, Hans Dichgans. Es folgte eine Anstellung bei Brown, Boveri & Cie. unter Kurt Lotz, mit dem er 1967 zum Volkswagenkonzern wechselte. Im Jahr 1969 wurde Prinz Vorstandsmitglied von VW. Zwei Jahre später wurde er in den VW-Vorstand berufen und 1972 unter Beibehaltung seiner Position in Wolfsburg zum Vorstandsvorsitzenden der Audi NSU Auto Union AG in Neckarsulm. 1973 wechselte er schließlich zu Daimler-Benz, wo er im Vorstand das Ressort Materialeinkauf übernahm. 1977 war er zuständig für den Kauf des amerikanischen Schwerlastwagen-Herstellers Euclid Trucks. Am 1. Januar 1980 wurde Prinz Nachfolger von Joachim Zahn, starb jedoch schon knapp vier Jahre später im Alter von nur 54 Jahren an einem Herzinfarkt.